# オペル・コルサ
コルサ（CORSA）は、ドイツの自動車メーカー、オペルにより製造・販売されるBセグメント級の乗用車である。オペルの他、市場に応じてゼネラルモーターズ傘下のボクスホール、シボレー、ホールデン等のブランドで販売され、スペインサラゴサ、ブラジル、メキシコ、南アフリカ、インド等で製造・販売される。
最盛期の1998年には910,839台を販売し、世界で最も販売された自動車となった。2007年時点、世界で累計1,800万台以上が販売された。
2代目と3代目は、日本ではヤナセによりオペル・ヴィータ（VITA）として販売された。
3代目までは、デザイナーの児玉英雄がデザインを担当していた。
ゼネラルモーターズは2017年3月6日にオペルとボクスホールのブランドをグループPSAへ売却し、6代目以降はプジョー、シトロエンのプラットフォームを用いる。

## 初代 コルサA（S83型、1982年 - 1993年）
1982年9月に発売。前輪駆動方式を採用しており、小型車が販売の34% - 43％を占めていたフランス市場、イタリア市場、スペイン市場に投入された。他の欧州市場への投入は1983年3月に予定された。ゼネラルモーターズ内におけるコードはS-car。S-carというコード名は、元々1970年代初頭に廃止されたBセグメント車用に採用された物で、本車は事実上の後継車という立ち位置であった。競合車はフィアット・127、フォルクスワーゲン・ポロ、フォード・フィエスタとなる。生産はスペインにて新設されたサラゴサ工場において生産された。
サラゴサにおいて初めて生産されたコルサは、3ドアハッチバックと2ドアセダンであった。1984年に4ドアと5ドアも追加された。一部市場ではバンも販売された。欧州市場では、セダンは1985年5月までコルサTRと呼称され、ハッチバックの特徴であるホイールアーチ・ブリスターは廃止され、ハッチバックの一体型バンパー/4バー・グリルを代替する、伝統的なエッグクレートグリルが採用される等、変更が加えられた。セダンは欧州市場の大半で販売は好調では無かったが、スペイン市場やポルトガル市場では人気を博した。セダンは最初の半年間、フランス市場におけるコルサの販売台数の10%に過ぎなかったが、スペイン市場ではコルサの販売台数の半数を占めた。
日本は東邦モーターズが少数を輸入し、『オペル 100i/130GT』の名称で販売した。
1990年にドイツなどでトムとジェリーがイメージキャラクターを務めた。

## 2代目 コルサB（S93型、1993年 - 2016年）
オペル・欧州GM在籍中の日本人カーデザイナー、児玉英雄がデザインを担当し、欧州で1993年に発売、日本では1995 - 2000年モデルをヤナセが輸入して販売した。オーストラリア、ニュージーランドではバリナの名で、日本ではすでにトヨタがコルサの車名を登録して使用しており、『オペル・ヴィータ』の名で販売した。
販売当初の車両本体価格は150万円台からで、左ハンドル仕様のみだったが、翌年右ハンドルも追加された。可愛いベイビーのメロディに乗せて「かわいいVITA♪ハイハイ」と歌う親しみやすいテレビCMと丸みを帯びたデザインに加え、デュアルエアバッグやABSなど安全装備が充実し、輸入車としては安価なこともあり、初年分はすぐに完売した。軽自動車からの乗り換えも発生し、主に海外ブランド車を扱うヤナセが、軽を下取りして中古車として扱った。2000年に放送されたTBSドラマ「ビューティフルライフ」で常盤貴子が演じるヒロインの愛車として赤いヴィータが劇用車となったことから人気が再燃し、品薄になった。

## 3代目 コルサC（X01型、2000年 - 2012年）
2001年に欧州で発売し、日本は2001 - 2003年モデルを、GMとヤナセが2代目同様『オペル・ヴィータ』として販売。児玉がデザインに携わった最後のコルサでもある。

## 4代目 コルサD（S07型、2006年 - 2014年）
2006年5月に欧州で発売した。フィアット・グランデプントが供用する「GM ガンマプラットフォーム」を採用した。
日本は2006年5月にオペルが撤退し、本モデルから正規輸入販売されていない。

## 5代目 コルサE（X15型、2014年 - 2019年）
2014年10月に、パリモーターショーで5代目モデルを初公開した。先代同様に3ドアと5ドアが設定され、英国はボクスホールブランドで販売する。
先代を元に再開発したプラットフォームに、新開発の1.0Lターボに加えて1.2L、1.4L、1.4Lターボ、1.3Lディーゼルターボを搭載する。
2015年に、1.6Lターボエンジンを搭載したオペルコルサOPC（ボクスホールコルサVXR）を発売した。最高出力は207PS、最大トルクは245Nm、オーバーブースト機能でトルクを280Nmに引き上げることが可能で、0 - 100km/h加速は6.8秒、最高速度は230km/hである。

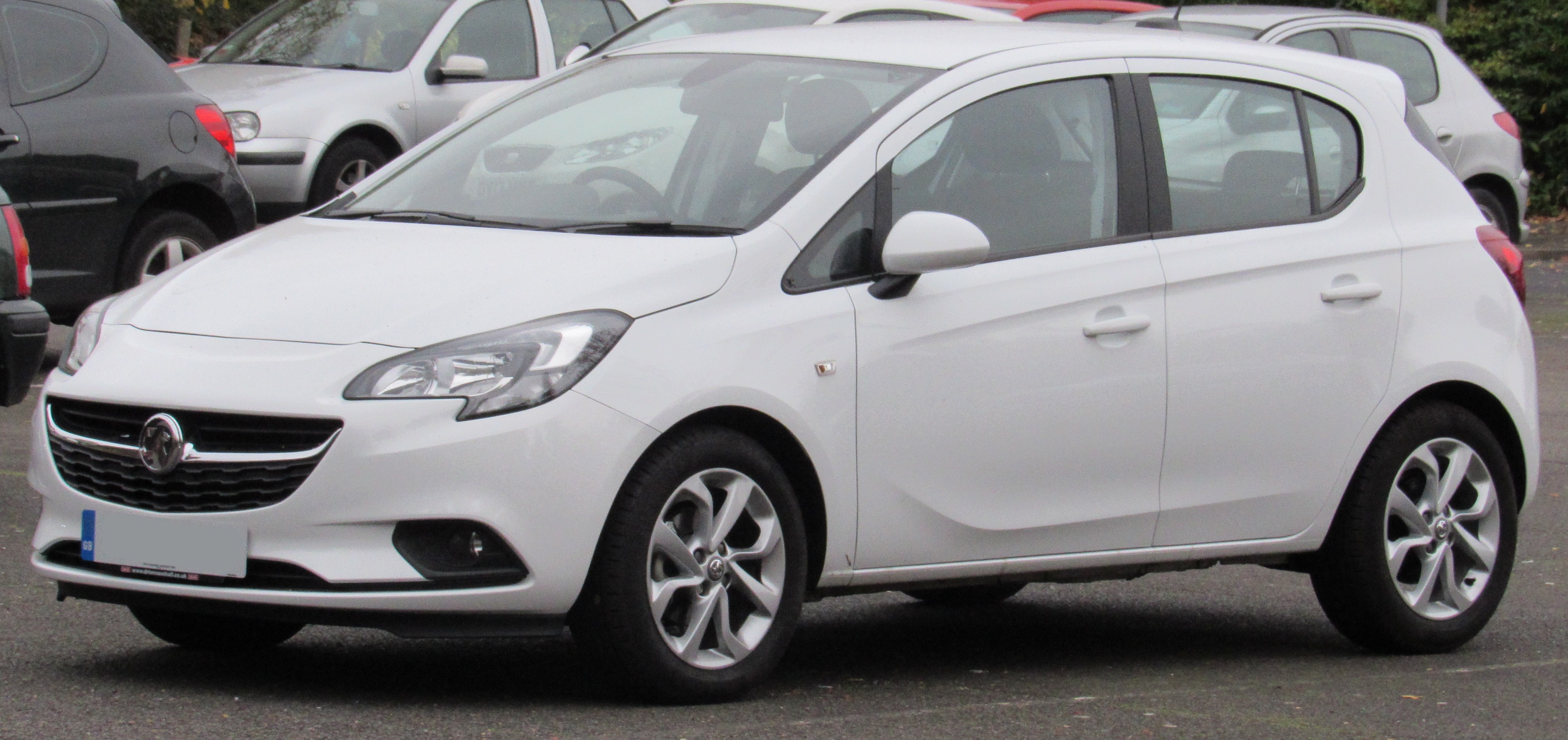
ボクスホール・コルサ
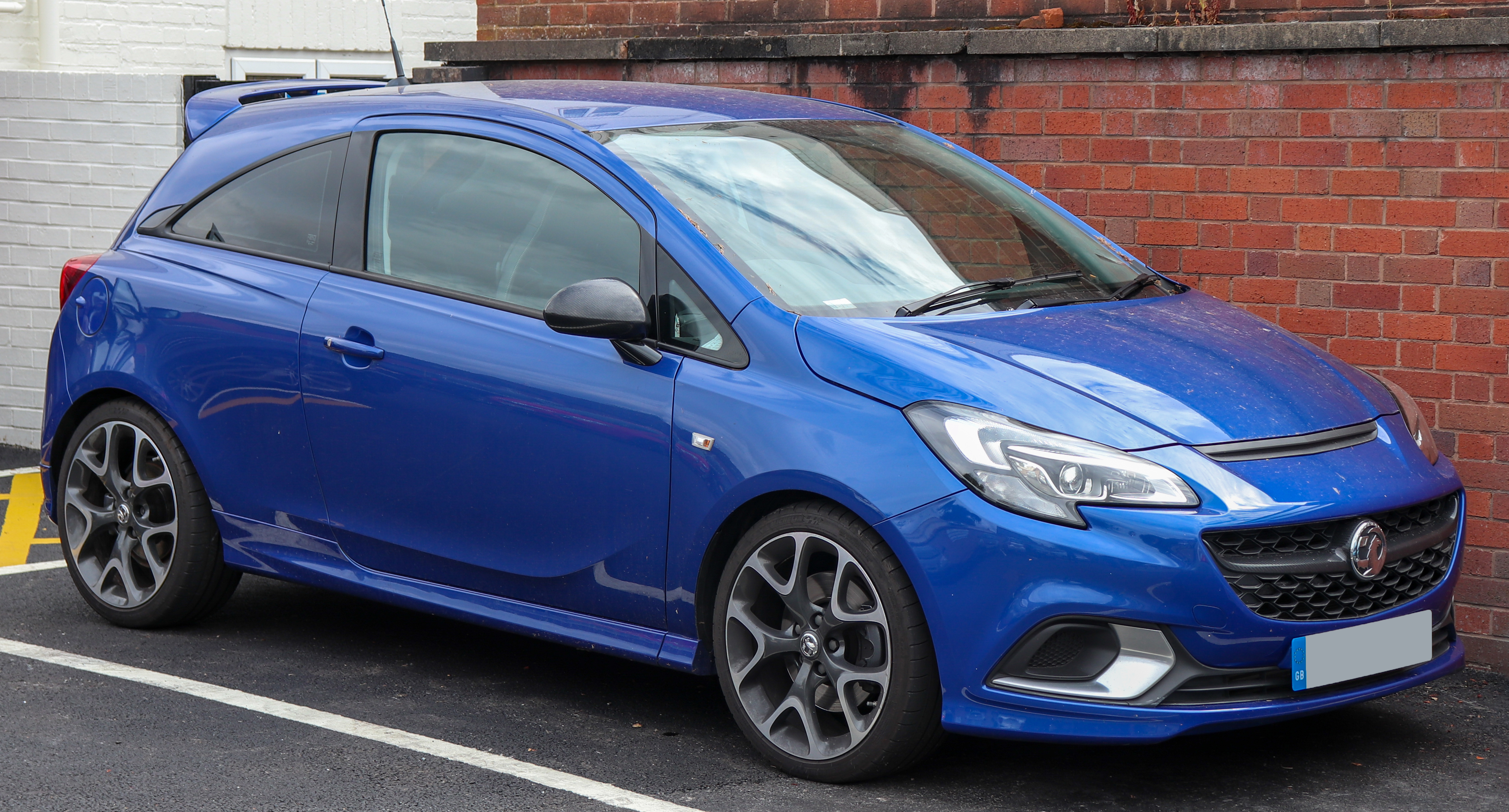
ボクスホール・コルサVXR

## 6代目 コルサF（P2JO型、2019年-）
2019年5月23日に電気自動車の「コルサe」、6月26日にガソリン・ディーゼル車の「コルサ」が発表され、同年に開催されたフランクフルトモーターショー2019で世界初公開した。コルサ Fは当初GMのプラットフォームを用いて開発されていたが、開発中にオペルがグループPSA傘下へ異動したことにより、途中でPSA EMP1プラットフォームに切り替え、約2年の期間で仕上げられた。
パワートレインはガソリン車が1.2Lと1.2Lターボ、ディーゼル車が1.5L BlueHDiで、最高出力はガソリン車が55 - 96kW, 75 - 130hp、ディーゼル車が75kW,102hpである。e-CMPをプラットフォームに採用したBEVモデルの『コルサe』は、50kWhのバッテリーを搭載し、最高出力は100kw, 136hp、1回の充電で330km（WLTPサイクル）の走行が可能で、0 - 100km/h加速は8.1秒である。
安全機能は、自動防眩機能付きLEDヘッドライト「IntelliLux LED matrix light」、自動ブレーキ、車線維持機能、自動駐車支援機能などを装備する 。
コンボライフ、グランドランドとともに、2021年の日本市場再上陸時に発売予定と2020年2月に発表された。トヨタ自動車から日本でのコルサの商標権がGroupe PSA Japan（現：Stellantisジャパン）に譲渡されて商標権の問題が解決されたこともあり、他国向けと同じ名称のオペル・コルサとして日本へ導入される見込み。
英国では、先代同様ボクスホールブランドで販売する。
2023年にマイナーチェンジが行われ、フロントデザインに最新のスタイルデザインである「バイザー」が導入されたり、48Vマイルドハイブリッドシステム搭載モデルが設定されたほか、BEVモデルの名称が『コルサe』から『コルサ エレクトリック』に変更された。

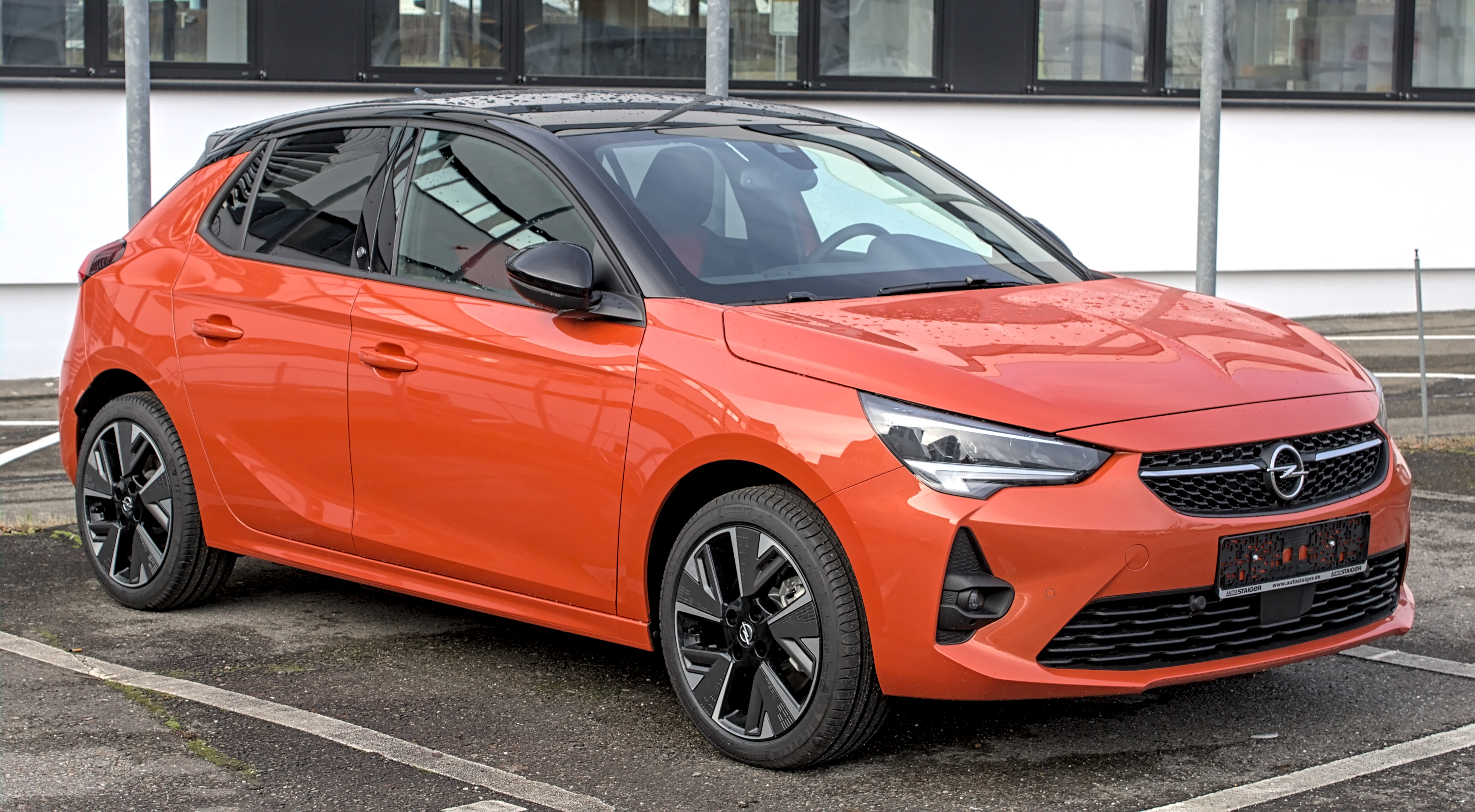
コルサ F（フロント、マイナーチェンジ前）
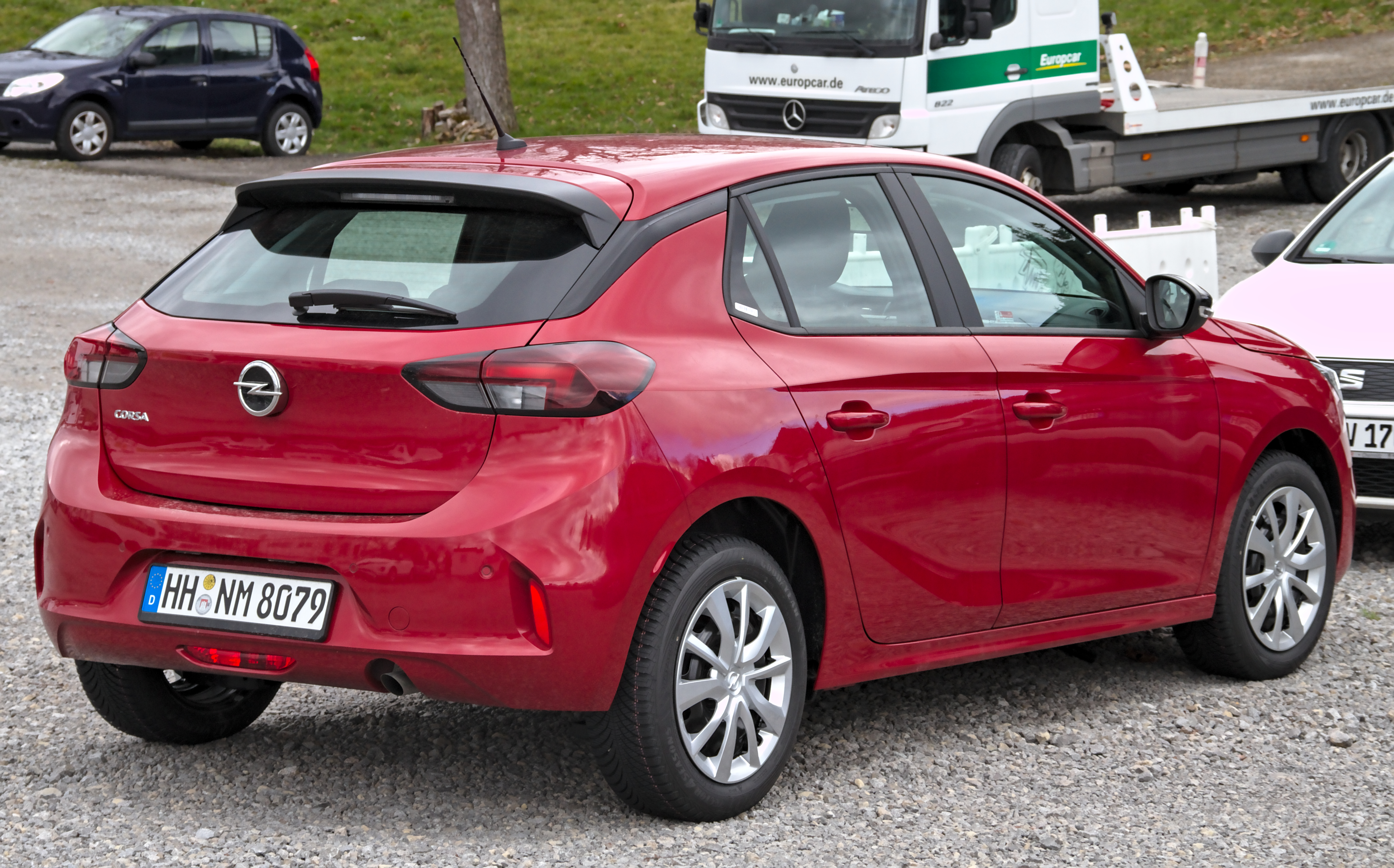
コルサ F（リア、マイナーチェンジ前）
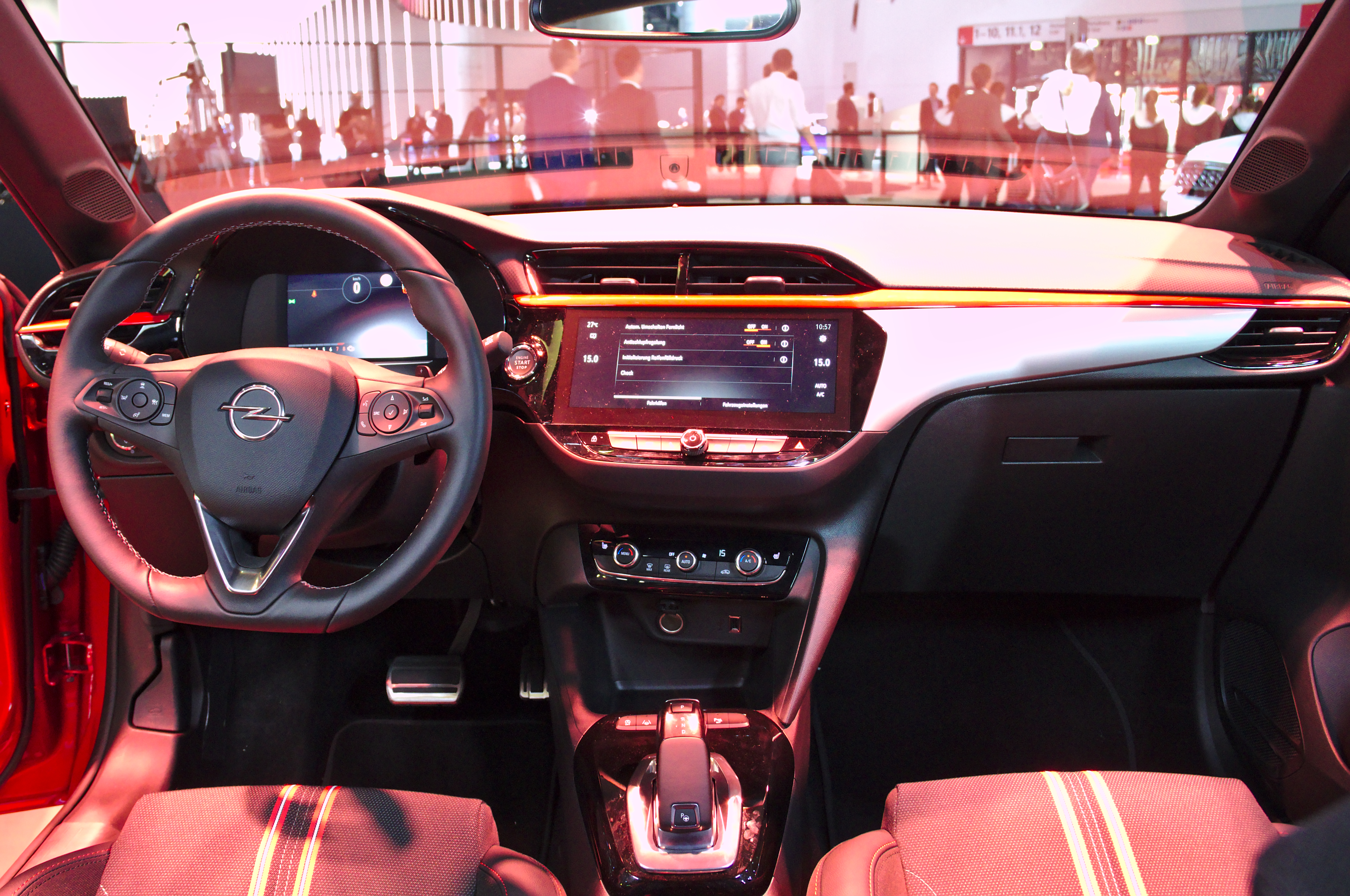
オペル コルサ F（内装、マイナーチェンジ前）
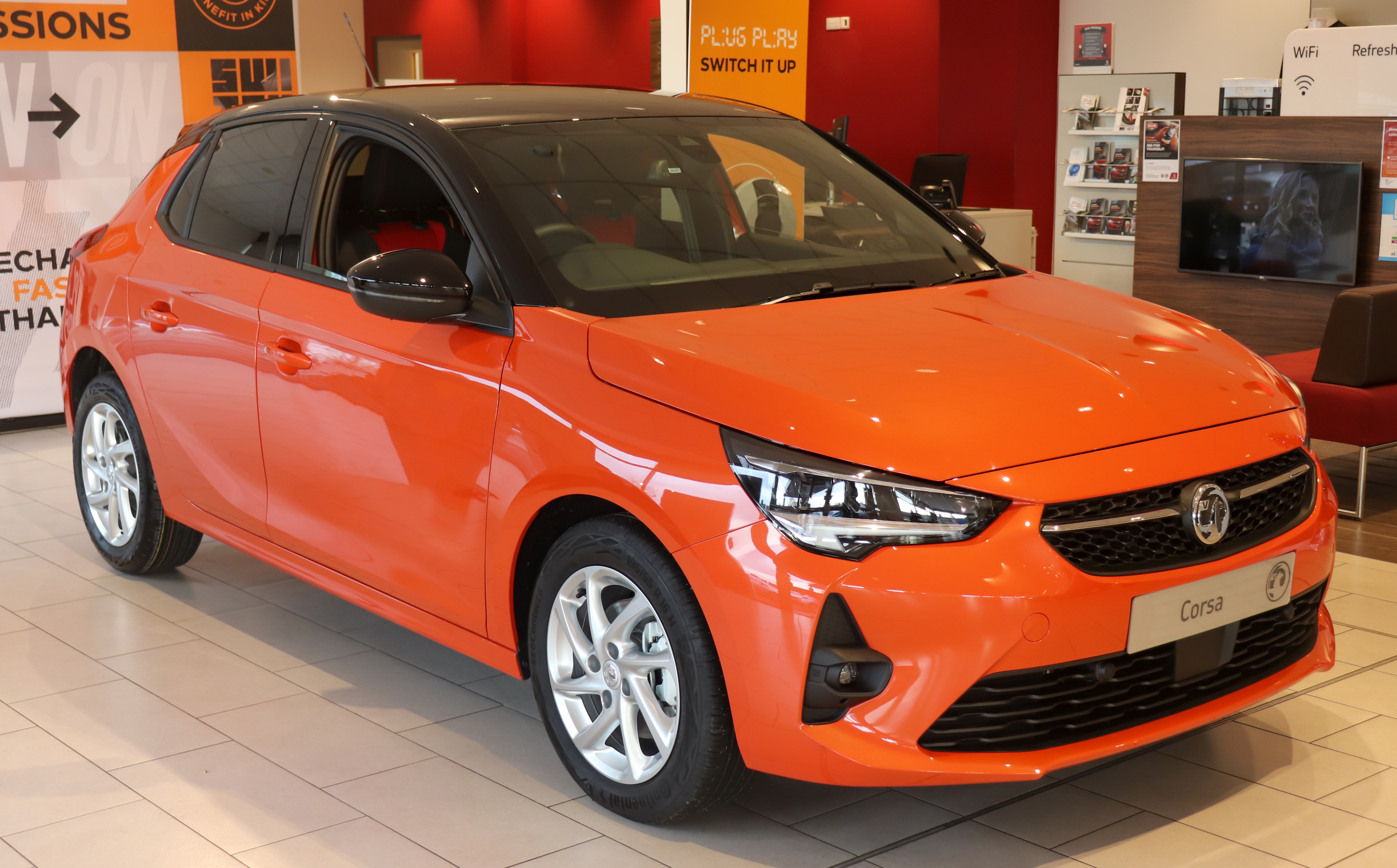
ボクスホール・コルサ（マイナーチェンジ前）
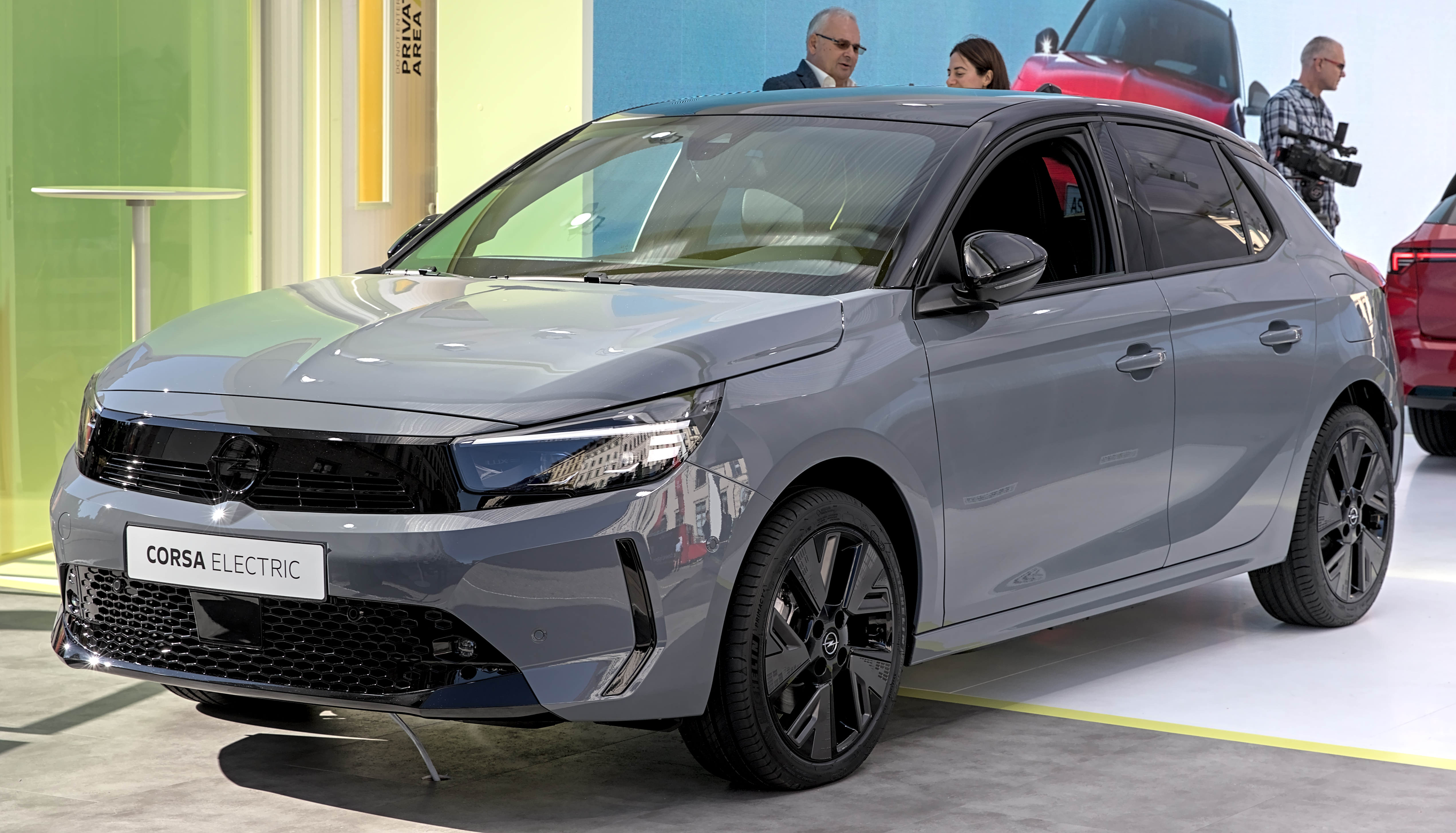
オペル・コルサ エレクトリック（フロント、マイナーチェンジ後）
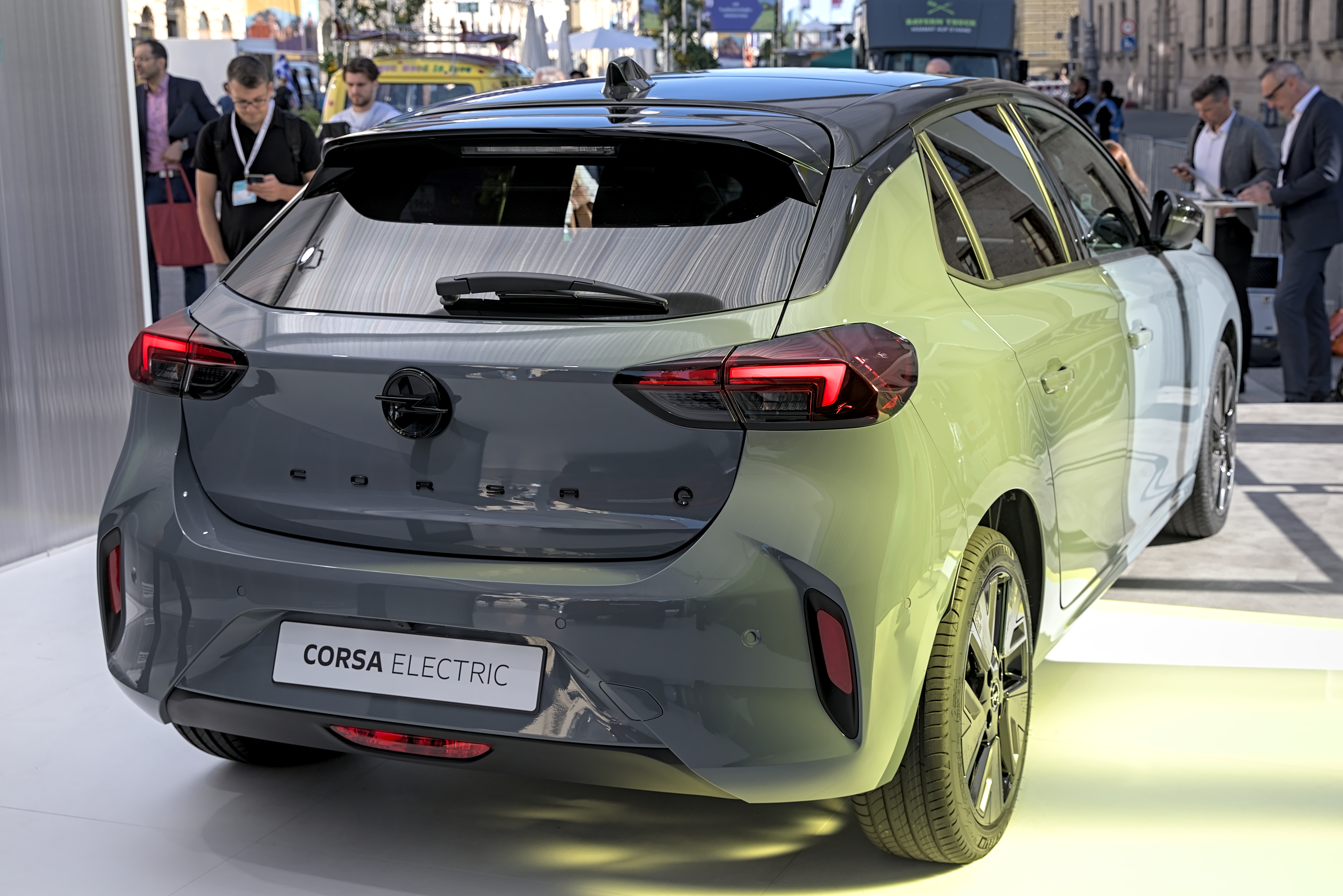
オペル・コルサ エレクトリック（リア、マイナーチェンジ後）